# Gare de Bretigny - Norges
Ne doit pas être confondu avec Gare de Brétigny.
La gare de Bretigny - Norges est une gare ferroviaire française de la ligne de Dijon-Ville à Is-sur-Tille, située sur le territoire de la commune de Bretigny, près de Norges-la-Ville, dans le département de la Côte-d'Or en région Bourgogne-Franche-Comté. 
Elle est mise en service (halte) en 1902 par la Compagnie des chemins de fer de Paris à Lyon et à la Méditerranée (PLM).
C'est une halte voyageurs de la Société nationale des chemins de fer français (SNCF), desservie par des trains TER Bourgogne-Franche-Comté.

## Situation ferroviaire
Établie à 248 mètres d'altitude, la gare de Bretigny - Norges est située au point kilométrique (PK) 330,951 de la ligne de Dijon-Ville à Is-sur-Tille, entre les gares de Ruffey et Saint-Julien - Clénay. 

## Histoire
La halte de Bretigny-Norges (Côte-d'Or) est mise en service le 3 novembre 1902 par la Compagnie des chemins de fer de Paris à Lyon et à la Méditerranée (PLM), elle est ouverte au service des voyageurs sans bagages et au transport des chiens avec billets.
En 1911, elle figure dans la nomenclature des gares, stations et haltes de la Compagnie du PLM. C'est une halte ouverte au service complet de la grande vitesse, à l'exclusion des bagages, articles de messagerie, denrées, finances, valeurs et objets d'art et des voitures, chevaux et bestiaux. Elle est située sur la ligne de Dijon à Is-sur-Tille, entre la station de Ruffey et la gare de Saint-Julien-Clénay.
En 2012, le passage à niveau, pour le croisement avec la route départemental 28, situé entre les deux quais est l'un des « points noirs » du département, du fait des dangers qu'il induit. C"est un PN automatique, avec deux demi-barrières et des avertissements lumineux et sonore. Des améliorations concernant la sécurité ont été réalisées, notamment : l'installation de feux à diodes, la pose de clôtures et l'amélioration de sa signalisation routière. Néanmoins d'autres amélioration sont à l'étude au conseil général du département.

## Fréquentation
De 2015 à 2023, selon les estimations de la SNCF, la fréquentation annuelle de la gare s'élève aux nombres indiqués dans le tableau ci-dessous.
| Année     | 2015  | 2016  | 2017  | 2018   | 2019  | 2020   | 2021   | 2022   | 2023   |
| --------- | ----- | ----- | ----- | ------ | ----- | ------ | ------ | ------ | ------ |
| Voyageurs | 9 460 | 8 375 | 8 340 | 10 112 | 8 764 | 10 228 | 12 569 | 16 859 | 13 959 |

## Service des voyageurs

### Accueil
Halte SNCF, c'est un point d'arrêt non géré (PANG) à entrée libre. Un abri est installé sur le quai en direction de Dijon, il n'y a pas d'abri sur l'autre quai.
Les quais sont situés de part et d'autre du passage à niveau routier qui permet la traversée des voies, un tracé sépare le passage des piétons de la circulation routière.

### Desserte
Bretigny - Norges est desservie par des trains TER Bourgogne-Franche-Comté de la relation Dijon-Ville - d'Is-sur-Tille.

### Intermodalité
Un abri pour les vélos et un parking pour les véhicules y sont aménagés.